# スワード半島
スワード半島（スワードはんとう、Seward Peninsula）は、アメリカ合衆国・アラスカ州の西部にある大きな半島。北極圏のすぐ南側にあり、北アメリカ大陸から西へ長さ320kmにわたって伸び、ベーリング海峡の最も狭い部分をなす。半島の幅は145kmから225kmほど。北岸はチュクチ海に、南岸はベーリング海に面しており、半島の北にはコツビュー湾（コッツビュー・サウンド、Kotzebue Sound）が、半島の南にはノートン湾がある。半島の先端は、アメリカ大陸の西端でもあるプリンスオブウェールズ岬で、84km先にはロシアのチュクチ半島のデジニョフ岬がある。半島の名は、1867年にロシアからアラスカを購入した当時の国務長官ウィリアム・スワードの名にちなむ。

## 人口

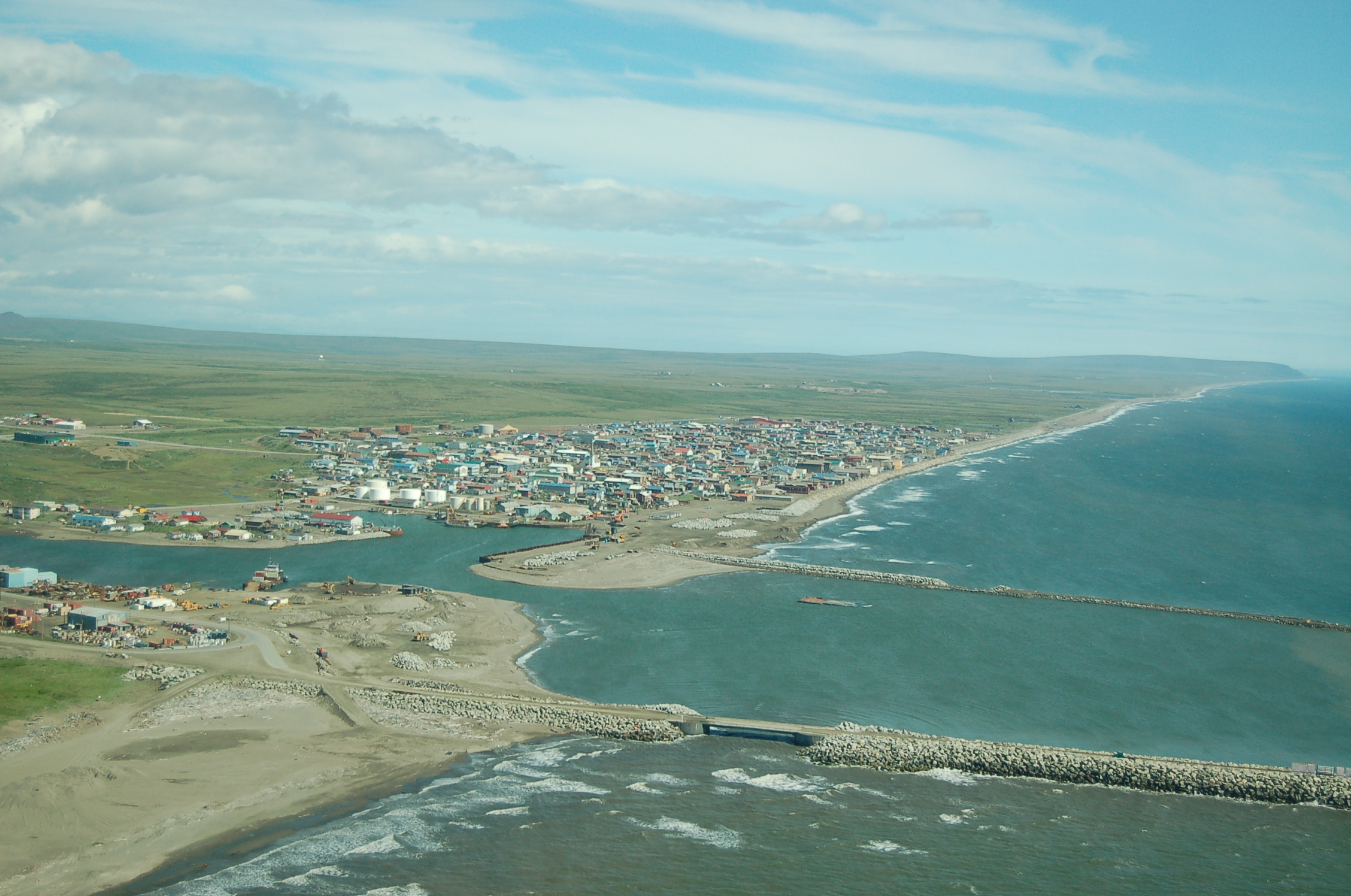
ノームの港

スワード半島にはエスキモーのイヌピアット族が住む。人口3,508人（2005年調査）のノームを始め、シシュマレフ（Shishmaref、581人）、バックランド（Buckland、434人）、コユク（Koyuk、350人）、ブレビグ・ミッション（Brevig Mission、327人）などの町が点在する。また鉱山の村もいくつか点在するが、これらは地元の人々が訪れるだけで通年の住民はいない。またアメリカ沿岸警備隊のロラン局が半島先端のポート・クラレンス（Port Clarence）にある。

## 地理

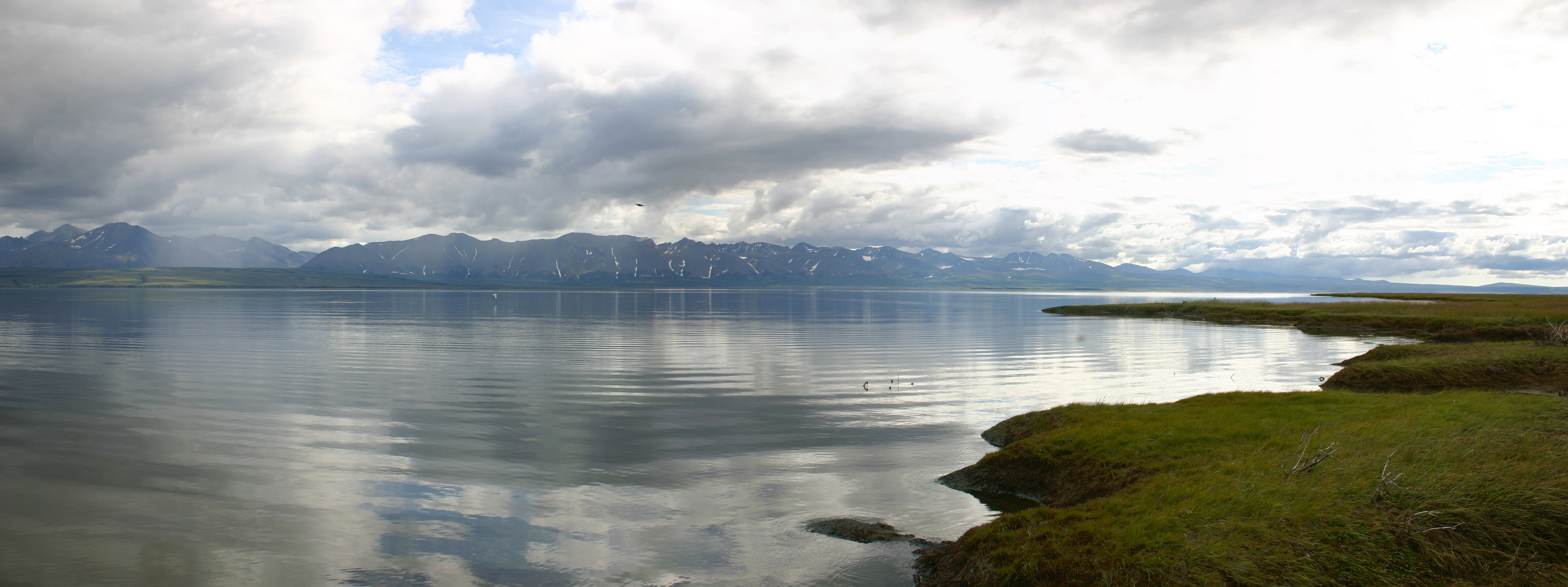
イムルク湖とキグルアイク山脈

半島北岸には砂州が連なり、火山地形が多い。半島南部には切り立った山地がいくつか連なり氷河もある。
スワード半島には氷河地形が残るほか、火山活動の跡も多い。半島北部のデビル・マウンテン・レイクス（Devil Mountain Lakes）は21,000年前に水蒸気爆発が地下で起こった結果生じた火山湖で、世界最大のマールである。また同じく半島北部のキレアク湖群（Killeak Lakes）やホワイトフィッシュ湖（White Fish Lake）も大きなマールである。ベーリング地峡自然保護区に228平方kmにわたり広がる1000年から2000年前の溶岩流の跡であるロスト・ジム溶岩流（Lost Jim Lava Flow）、サーペンタイン温泉群やピルグリム温泉群など半島全域に点在する温泉も火山活動の証拠である。
半島の南側には四つの山地が伸びている。最もはっきりした山地は東西70kmほどの長さのキグルアイク山脈（Kigluaik Mountains、またはソウトゥース山脈 Sawtooth Mountains）で、1,437mのオズボーン山が最高峰となっている。この山脈には活発な氷河もある。ほかの山脈はベンデレビン山脈（Bendeleben Mountains）、ダービー山脈（Darby Mountains）、ヨーク山脈（York Mountains）である。
ロスト・ジム溶岩流付近からはいくつかの川が流れる。南東に流れノートン湾に入る半島最長のコユク川（Koyuk）、大きな潟湖イムルク・ベイスン（Imuruk Basin）へ流れベーリング海峡に注ぐクジトリン川（Kuzitrin）、その他多くの川が半島を流れる。これらの川はエスキモーの暮らしにとって重要な役割を果たしていた。舟を浮かべて海や山へ行く交通路であり、釣りや狩りの場でもあった。これらの川は大きくはないが、年中を通して水が流れ、サケ、グレイリング、ノーザンパイク、ホワイトフィッシュ、バーボットなどが住む。また10月半ばから5月半ばまで凍結する。一帯はツンドラで草原が広がるほか若干のクロトウヒが生えているが、アラスカはじめ北米に多いクロトウヒの西の限界になっている。

## 歴史
スワード半島は更新世の氷期、シベリアとアラスカをつないでいた幅1,600kmほどの陸地であるベーリング地峡（ベーリンジア）の一部だった。この時期、多くの動物や植物、そして人類がユーラシア大陸からアメリカ大陸へ渡った。半島各地での考古学調査では、エスキモーのイヌピアット族が数千年前からこの地に住んでいたことを示す遺物が発掘されている。またベーリング地峡自然保護区（Bering Land Bridge National Preserve）内では、トレイル・クリーク洞窟（[Trail Creek Caves）やエスペンベルグ岬（Cape Espenberg）で8500年以上前の石器などが見つかり、ノートン湾の東に面したデンビー岬（Cape Denbigh）でも石器類が発見された。これらから、スワード半島周辺のベーリング地峡を人類が東へ渡っていった時期などが推定できる。
1896年のカナダのユーコン準州でのゴールドラッシュに刺激を受け、当時のアメリカ領アラスカ地区でも金鉱探しが熱を帯びた。1898年にはノームで金鉱が発見され、スワード半島でもゴールドラッシュが起こり、町は爆発的に成長しいくつかの鉄道も建設されたが、やがて金鉱は尽き鉄道などは放棄された。